# Station Wien Südbahnhof
Wien Südbahnhof was een spoorwegstation in de Oostenrijkse hoofdstad Wenen. Het kopstation was gelegen tussen Südtiroler Platz en het Heeresgeschichtliches Museum op loopafstand van het park en Slot Belvedere. Behalve nationale en internationale treinen van de ÖBB stopten er ook treinen van de S-Bahn, de tram en streekbussen.
In december 2009 werd begonnen met de sloop van het station. In 2012 was de sloop voltooid. Op het terrein van het oude station is een nieuwe wijk gebouwd, waarin het station (Wien Hauptbahnhof) is geïntegreerd. De eerste drie sporen van het Hauptbahnhof zijn op 6 augustus 2012 in gebruik genomen en op 9 december 2012 is het station gedeeltelijk geopend.

## Geschiedenis

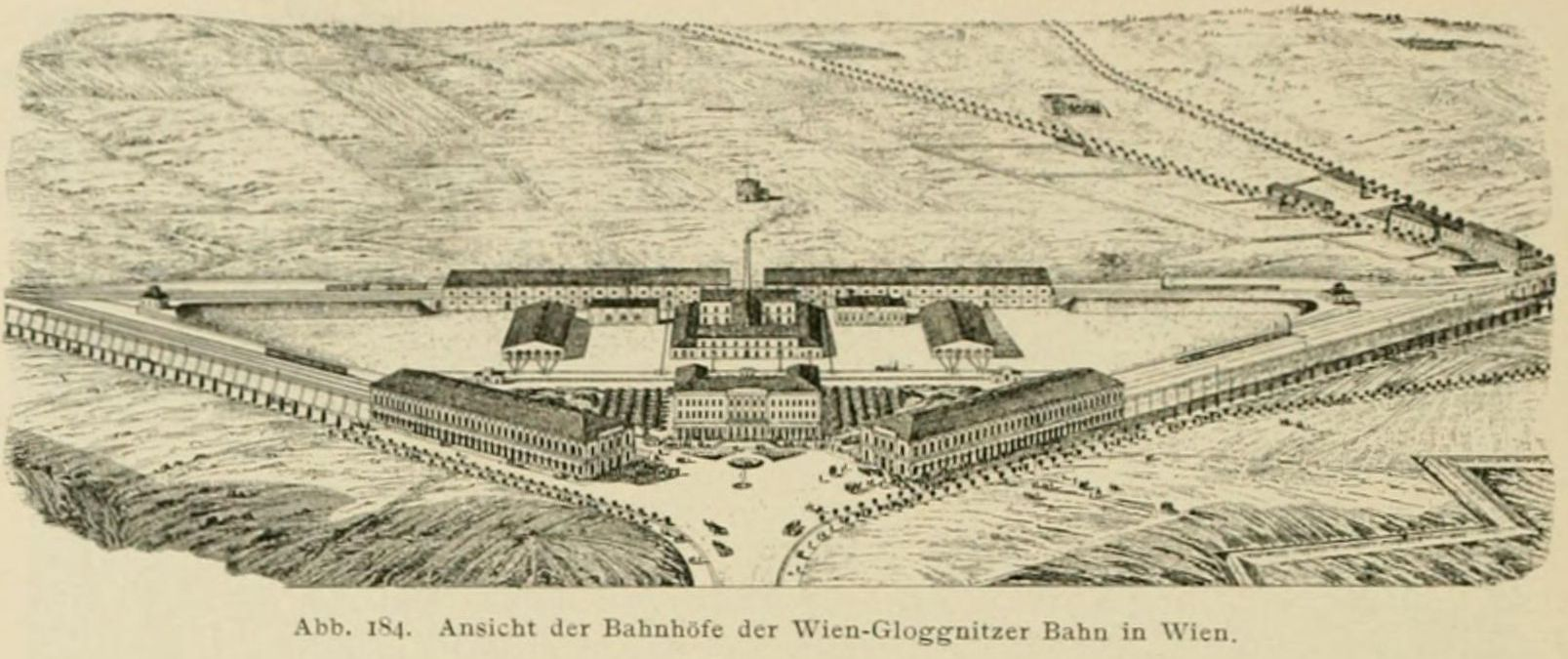
Vogelperspectief van de Wien-Gloggnitzer stations, situatie van voor 1867. Links het Raaberbahnhof en rechts het Südbahnhof, daarachter het depot op de plaats waar anno 2012 het Hauptbahnhof is. Rechtsonder zijn nog de vestingwerken van Wenen te zien

In 1841 werd op het terrein aan de zuidrand van de toenmalige bebouwing van Wenen het eerste station geopend voor de treinen naar het zuiden, het Gloggnitzer Bahnhof. In 1845 volgde het station voor de treinen naar Hongarije, het Raaber Bahnhof. De beide kopstations, de Wien-Gloggnitzer stations,  stonden bijna haaks op elkaar maar hadden een gemeenschappelijk depot en werkplaats aan de zuidkant van het terrein. Tussen de stations bevond zich een gemeenschappelijke stationsrestauratie. Dit gebouw hield ondanks verbouwingen en oorlogshandelingen 110 jaar stand, hoewel latere stationsgebouwen eigen restaurants kregen. Op 17 juli 1854 kwam de Semmeringspoorlijn gereed en kon ook ten zuiden van Gloggnitz worden doorgereden, zodat de namen Südbahn en Südbahnhof gangbaar werden. De originele twee stations hebben tot 1869 op het terrein gestaan.

## Dubbelmonarchie

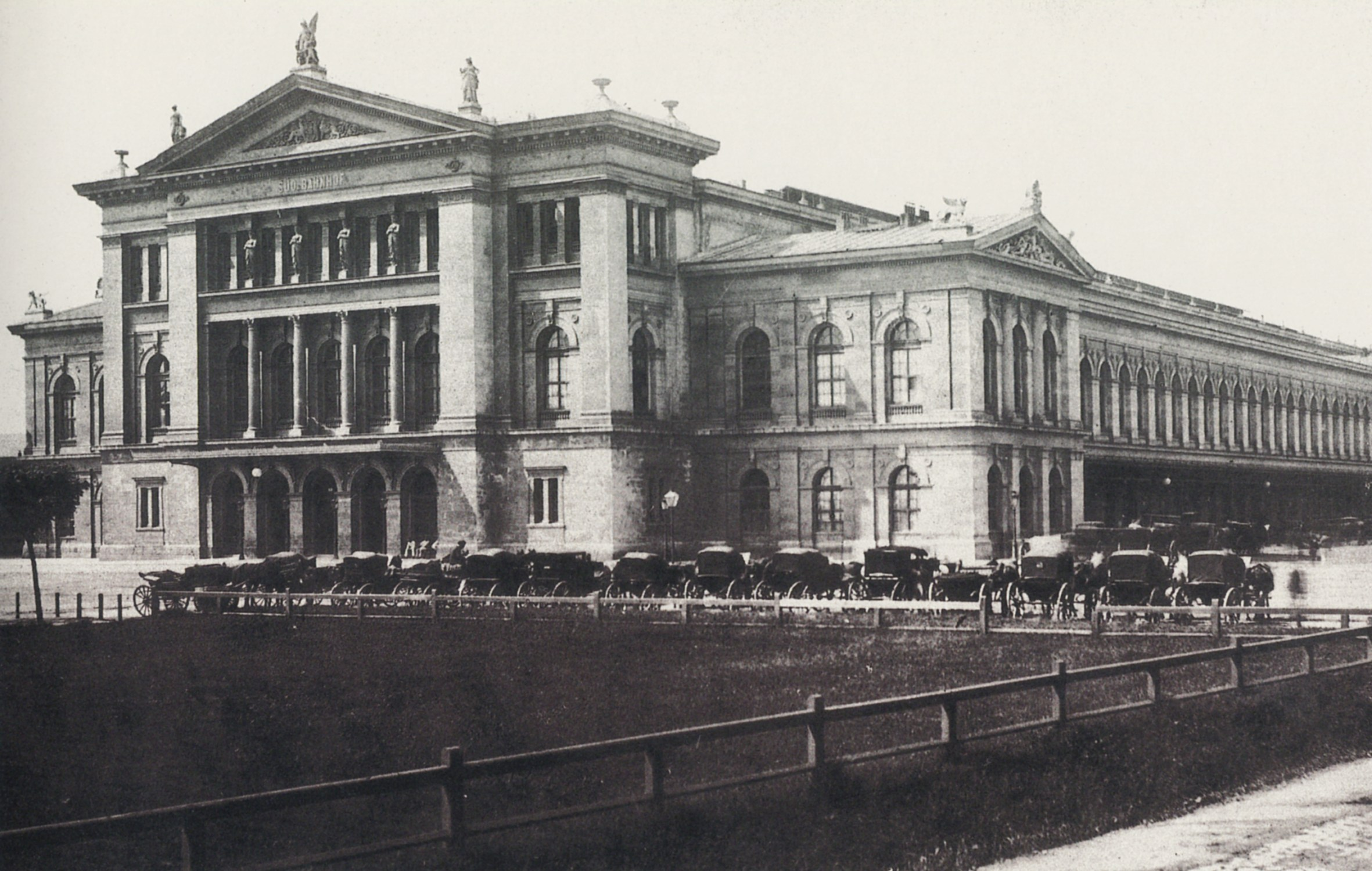
Südbahnhof omstreeks 1875

Door de toename van het verkeer kwamen na de Ausgleich in 1867 ook plannen op tafel voor de uitbreiding van de stations. Als eerste kwam het Raaber Bahnhof aan de beurt dat tussen 1867 en 1870 werd omgebouwd tot Staatsbahnhof. In 1914 werd het Staatsbahnhof in Ostbahnhof omgedoopt. De Südbahn volgde met de nieuwbouw van het Südbahnhof dat voor de Wereldtentoonstelling van 1873 in Wenen gereed moest zijn. Het station kwam echter pas een jaar later gereed zodat bezoekers aan de Wereldtentoonstelling met een bouwput geconfronteerd werden. Het tweede Südbahnhof was drie keer zo breed als het eerste en bleef van 1874 tot 1945 vrijwel onveranderd in gebruik. Beide station waren toegankelijk vanaf het gemeenschappelijke stationsplein, de „Ghega-Platz“

## Interbellum

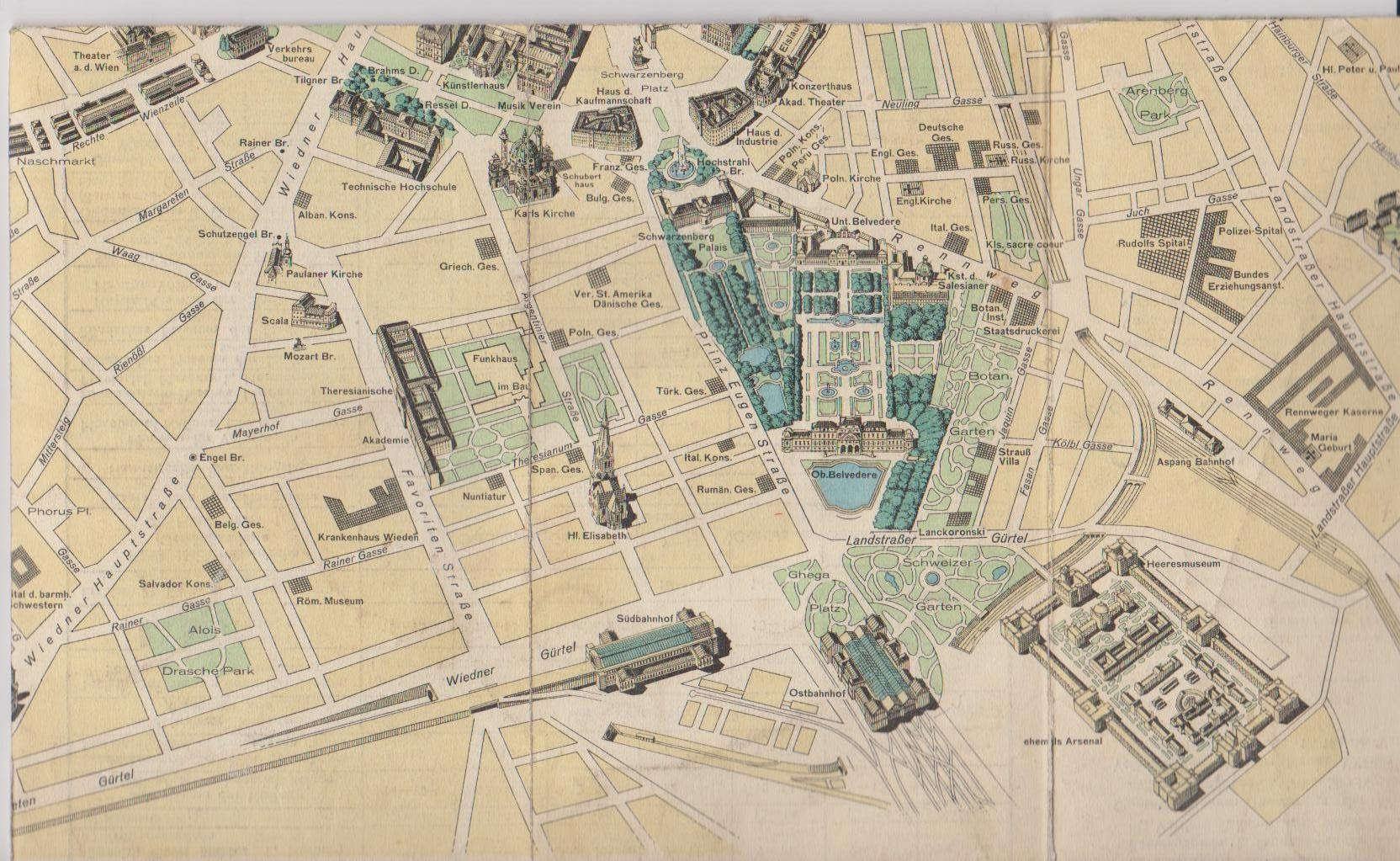
Südbahnhof en Ostbahnhof in 1936

De Südbahn kende al in de tijd van de Wien–Gloggnitzer Eisenbahn het drukste voorstadsverkeer rond Wenen. 1924 werd de treindienst op de Südbahn genationaliseerd en door de BBÖ voortgezet. De infrastructuur bleef echter tot de Anschluss in 1938 eigendom van de rechtsopvolger van de Südbahn, de  Donau-Save-Adria-Eisenbahn AG.
De werkplaats/lokomotievenfabriek aan de diagonaal werd in 1929 gesloten.

## Tweede Republiek
Na het Oostenrijks Staatsverdrag van 15 mei 1955 stond niets meer een herbouw van het station in de weg. De spoorwegmaatschappijen waren inmiddels allemaal opgegaan in ÖBB zodat onder een gemeenschappelijke leiding een nieuw Südbahnhof gebouwd kon worden dat zowel het oude Südbahnhof als het oude Ostbahnhof omvatte. Het derde Südbahnhof bestond nog steeds uit twee kopstations, echter nu met een gemeenschappelijke stationshal met daarin de voorzieningen.  
De bouw vond plaats tussen 1955 en 1961 naar het ontwerp van architect Heinrich Hrdlička, destijds hoofdinspecteur van de bouwafdeling van ÖBB. Hij kon teruggrijpen op een studie van Rudolf Maculan en Kurt Walder uit 1951, die ook bij het ontwerp betrokken werden..

## Sloop

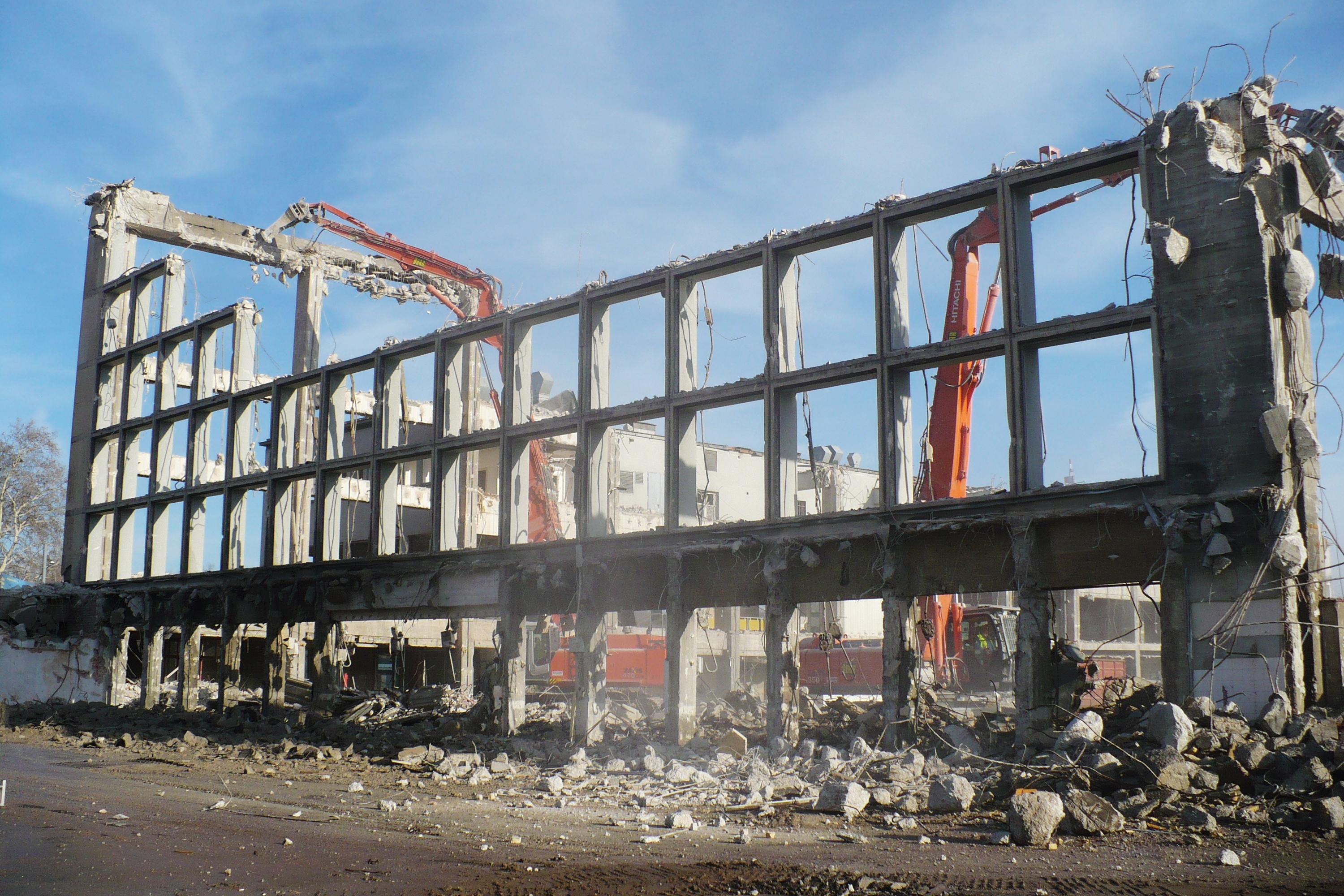
Sloop van de voorgevel, maart 2010

Het station dat tussen 1956 en 1961 geleidelijk in gebruik was genomen maakte een verwaarloosde indruk bij de reizigers. In 1989 besloot ÖBB tot een totale nieuwbouw van het station om het toenemende treinverkeer te kunnen verwerken en om het imago te verbeteren.  Hierbij werd gekozen voor een doorgangsstation op de plaats van het voormalige gemeenschappelijke depot, waar nog steeds een opstelterrein voor de Südbahn lag. De voorbereidingen voor de sloop begonnen in 2006 met het weghalen van beelden en gedenkstenen uit de stationshal. Deze worden na 2015 teruggeplaatst in het vervangende Hauptbahnhof. De sloop van het gebouw startte in 2009 en werd in 2012 voltooid.  
Het enige deel van het Südbahnhof dat behouden is de ondergrondse S-Bahn halte die sinds 9 december 2012 als Quartier Belvedere door het leven gaat.